# فرد دبليو. ارتشر
فرد دبليو. ارتشر هو سياسي كندي، ولد في 17 أغسطس 1859، وتوفي في 19 أكتوبر 1936. حزبياً، نشط في الرابطة التقدمية المحافظة في ألبرتا ‏. وقد انتخب عضو الجمعية التشريعية ألبرتا.